# Diócesis de Lebus
La diócesis de Lebus (en latín: Dioecesis Lubucensis, en alemán: Bistum Lebus y en polaco: Diecezja lubuska) fue una circunscripción eclesiástica de la Iglesia católica en Alemania y Polonia. Fue suprimida de hecho el 12 de abril de 1557 al ser tomada la catedral por luteranos. Se trataba de una diócesis latina, sufragánea de la arquidiócesis de Magdeburgo.

## Territorio y organización
La diócesis extendía su jurisdicción sobre los fieles católicos de rito latino residentes en la Tierra de Lebus, que se extendía a ambos lados del río Óder (hasta el río Varta y el río Spree), en territorios que hoy pertenecen al voivodato de Lubusz (en Polonia) y al estado de Brandeburgo (en Alemania). Desde el 28 de junio de 1972 su territorio polaco pertenece a la diócesis de Zielona Góra-Gorzów, y su territorio alemán desde el 27 de junio de 1994 se distribuye entre la arquidiócesis de Berlín y la diócesis de Görlitz.
La diócesis se encontraba entre las diócesis de Brandeburgo, Cammin, Poznan y Meissen.
La sede de la diócesis se encontraba entre 1124 y 1276 en la ciudad de Lebus (Catedral de San Adalberto de Praga), luego entre 1276 y 1325 en la ciudad de Górzyca (en alemán Göritz) (Catedral de Santa María), regresó a Lebus entre 1354 y 1373/1385 (Catedral de Santa María) y finalmente en la ciudad de Fürstenwalde entre 1385 y 1558, en donde se hallaba la Catedral de Santa María. Esta iglesia desde el 12 de abril de 1557 pertenece al luteranismo, siendo actualmente de la Iglesia evangélica en Berlín, Brandeburgo y Alta Lusacia silesiana (filial de la Iglesia evangélica en Alemania).
En la arquidiócesis existían 172 parroquias agrupadas en un solo arcedianato y ocho arciprestazgos: Falkenhagen, Francoforte sull'Oder, Küstrin, Müncheberg, Drossen, Reppen, Seelow y Zielenzig.

## Historia
No se conoce el año exacto de erección de la diócesis. Probablemente fue erigida circa 1124 por el duque Boleslao III de Polonia para contrarrestar la expansión oriental del Sacro Imperio Romano Germánico y de la arquidiócesis de Magdeburgo, por lo que fue una confirmación de la reivindicación territorial de gobernar sobre áreas a ambos lados del Óder medio contra el emperador Enrique V. La nueva diócesis, probablemente separada de la diócesis de Poznan, fue incorporada como sufragánea de la arquidiócesis de Gniezno y permaneció así a pesar de las reivindicaciones contrarias de la arquidiócesis de Magdeburgo. Los obispos estuvieron presentes a menudo en los sínodos de Gniezno. Cuando Boleslao III erigió la diócesis, creó al mismo tiempo un señorío que se extendía por el territorio de la diócesis. Este señorío u obispado no era un principado-obispado o estado del Sacro Imperio Romano Germánico, ya que en el momento de su creación se encontraba en el Reino de Polonia.
El primer obispo conocido fue Bernardo en 1133 (mención más antigua de la diócesis), un misionero español que había llegado en la década anterior para convertir Pomerania al cristianismo. En la colina del castillo de Lebus se construyó una catedral, que fue dedicada a san Adalberto de Praga.
En 1241 el duque Enrique II de Silesia murió en la Batalla de Liegnitz contra los mongoles, durante la primera invasión mongola de Polonia. Polonia se vio debilitada por esto y su hijo Boleslao II el Calvo en 1248 perdió la Tierra de Lebus ante el principado archiepiscopal de Magdeburgo y el margraviato de Brandeburgo. En 1254 el territorio del cabildo catedralicio pasó al principado archiepiscopal de Magdeburgo. Sin embargo, la diócesis siguió siendo sufragánea de la arquidiócesis de Gniezno. El señorío de Lebus pasó a formar parte de estados que eran en sí mismo estados del Imperio; era un condominio de Brandeburgo y Magdeburgo. 
El obispo de Lebus se retiró a Polonia y Enrique I el Barbudo lo instaló en Biskupice en la región de Sandomierz. En 1257 el papa Alejandro IV subordinó la Iglesia católica en la Galitzia rutena a los obispos de Lebus. En 1276 la sede del obispo se trasladó a Göritz, al este del río Óder, pero hacia 1300 fue trasladada a la abadía de Opatów en Rutenia. 
En 1320 la línea de los margraves de Brandeburgo se extinguió, el obispo Esteban II apoyó abiertamente al rey Vladislao I de Polonia, que invadió Neumark con tropas polacas y lituanas intentando reconquistar la Tierra de Lebus. En represalia, el nuevo margrave de Brandeburgo, Luis I, respondió atacando Göritz y demoliendo su catedral en 1325, por lo que el obispo huyó a Polonia y se instaló en Breslavia. 
Después de que en 1354 el obispo Heinrich Bentsch llegó a un acuerdo con el margrave Luis II sobre la devolución de la propiedad episcopal, se construyó una nueva catedral en Lebus, al norte del castillo, y la ciudad volvió a convertirse en sede episcopal.
La Catedral de Santa María en Lebus fue devastada por las tropas del emperador Carlos IV en 1373 durante la batalla entre las casas de Luxemburgo y Wittelsbach por el electorado de Brandeburgo, y no fue reconstruida. En el mismo año el obispo se trasladó a Fürstenwalde, a donde en 1385 le siguió el cabildo catedralicio y fue consagrada la nueva Catedral de Santa María.
En 1424 Federico I de Brandeburgo logró separar la diócesis de la provincia eclesiástica de la arquidiócesis de Gniezno y agregarla a la de la arquidiócesis de Magdeburgo.  
En 1514 el obispo de Lebus, con el consentimiento del papa, vendió el patrimonio episcopal de Opatów al vicecanciller polaco Krzysztof Szydłowiecki.

### Reforma protestante
En la zona al este del Óder, que había pertenecido al margraviato de Neumark desde 1535, la Reforma protestante fue introducida poco después por el margrave Johann, y en las zonas al oeste del Óder en 1540 por el elector Joaquín II de Brandeburgo. Las áreas que pertenecían a la propiedad secular del capítulo de la catedral fueron excluidas. Siguieron siendo católicos porque los obispos se opusieron a la Reforma hasta que el 16 de junio de 1555 falleció el obispo Johann Horneburg, el último de la diócesis.
No fue hasta 1557 cuando el nieto del elector Joaquín, Joaquín Federico I de Brandeburgo, de 9 años de edad, fue elegido obispo por el cabildo. Su padre, el elector Juan Jorge de Brandeburgo, que tenía la custodia total de su hijo y utilizaba el título de administrador de la diócesis de Lebus, secularizó la propiedad de la Iglesia e introdujo la ordenanza eclesiástica luterana. El 12 de abril de 1557 la catedral fue convertida al culto luterano y después de 1565 el culto católico cesó en la ciudad y no se celebraron más misas católicas.
En 1598 el obispo Joaquín Federico dimitió de su cargo al asumir el cargo de elector de Brandeburgo, y la diócesis luterana dejó de existir al ser secularizada.

## Episcopologio
- Bernhard I † (antes de 1133-después de 1147)
- Stephan I † (antes de 1149-1156?)
- Bernhard II † (1156? - antes de 1180)
- Gaudentius † (mencionado en 1180)
- Arnold † (1191)
- Cyprian, O.Praem. † (1198-1 de marzo de 1201 nombrado obispo de Breslavia)
- Lorenz I † (1202?-1208?)
- Lorenz II † (1209-9 de marzo de 1233 falleció)
- Heinrich † (1233-1244 falleció)
- Nanker † (antes de 1248-1250)
- Wilhelm I † (antes de 1252-1273)
- Wilhelm II † (1274-1284 falleció)
- Konrad † (1284-1299 falleció)
- Johann † (1300-después de 1320)
- Friedrich † (antes de 1305-1313 falleció)
- Stephan II † (1317-1345 falleció)
- Apetzko Deyn von Frankenstein † (19 de octubre de 1345-13 de abril de 1352 falleció)
- Heinrich von Bantsch † (7 de enero de 1353-1366 falleció)
- Peter von Oppeln † (8 de junio de 1366-26 de marzo de 1375 falleció)
- Wenzel von Liegnitz † (1375-28 de julio de 1382 nombrado obispo de Breslavia)
- Johann von Kittlitz † (3 de diciembre de 1382-2 de septiembre de 1392 nombrado obispo de Meissen)
- Jan Mráz † (15 de noviembre de 1392-20 de julio de 1397 nombrado obispo de Olomouc)
- Johann von Borsnitz † (24 de septiembre de 1397-27 de marzo de 1420 nombrado arzobispo de Estrigonia)
- Johann V von Waldow † (29 de marzo de 1420-1423 falleció)
- Johann VI von Waldow † (11 de septiembre de 1423-1424 falleció)
- Christoph von Rotenhan † (11 de octubre de 1424-22 de septiembre de 1436 falleció)
- Peter von Burgsdorff † (9 de enero de 1437-1439 falleció)
- Konrad Kron † (1440-1443 falleció)
- Johannes von Deher † (16 de octubre de 1443-28 de julio de 1455 falleció)
- Friedrich Sesselmann † (1 de diciembre de 1455-noviembre de 1483 falleció)
- Liborius von Schlieben † (26 de enero de 1484-27 de abril de 1486 falleció)
- Ludwig Burgsdorf † (3 de agosto de 1487-junio de 1490 falleció)
- Dietrich von Bülow † (5 de noviembre de 1490-1 de octubre de 1523 falleció)
- Georg von Blumenthal † (6 de abril de 1524-25 de septiembre de 1550 falleció)
- Johann Horneburg † (5 de octubre de 1550-16 de junio de 1555 falleció)